# Маргарита Панева
Маргарита Спасова Панева е български политик от БСП. Народен представител от парламентарната група Коалиция за България в XL Народно събрание.

## Биография
Маргарита Панева е родена на 2 юни 1947 година в град Дупница. Завършва „Управление на идеологическата дейност“ и „Педагогическо православие“. Била е бивш заместник-кмет в община Дупница. Нейна е заслугата за проекта за старчески дом в Дупница. Дълги години е и секретар на Общинския народен съвет, както и директор на училище „Отец Паисий“ в града.
Умира на 22 август 2009 година, след дълго боледуване от рак.